# Edwin Skinner
Edwin Skinner, född 15 oktober 1940 i Port of Spain, är en trinidadisk före detta friidrottare.
Skinner blev olympisk bronsmedaljör på 4 x 400 meter vid sommarspelen 1964 i Tokyo.